# Pedúnculo ocular

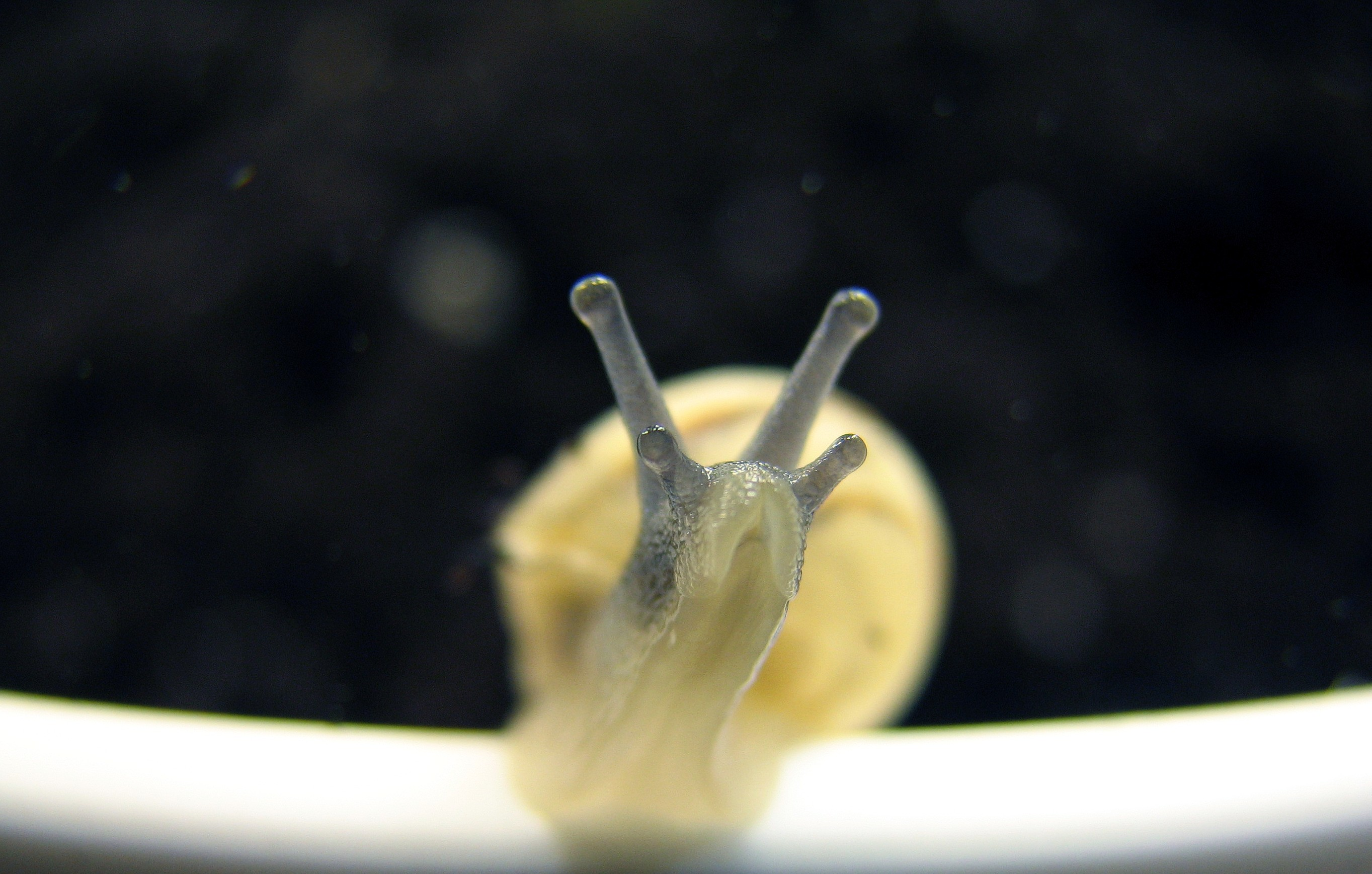
Los caracoles de tierra pulmonados tiene usualmente dos grupos de tentáculos en su cabeza; el par superior culmina en los ojos y el par inferior contiene los órganos olfativos.

En anatomía, un pedúnculo ocular (también conocido como ommatóforo) es una protuberancia que separa el ojo del cuerpo, dándole un mejor campo de visión. Es una característica común en la naturaleza y aparece con frecuencia en la ficción.

## En la naturaleza
Los pedúnculos oculares son un tipo de tentáculo especializado. También pueden tener órganos olfativos en sus extremos. Ejemplos de criaturas con tentáculos olfativos incluyen caracoles, la superfamilia de trilobites Asaphida y la familia de moscas Diopsidae. En las babosas y los caracoles, estos tentáculos volverán a crecer si están gravemente dañados y, en algunas especies, son retráctiles. Los crustáceos también tienen pedúnculos oculares, que constan de dos segmentos.

## Galería

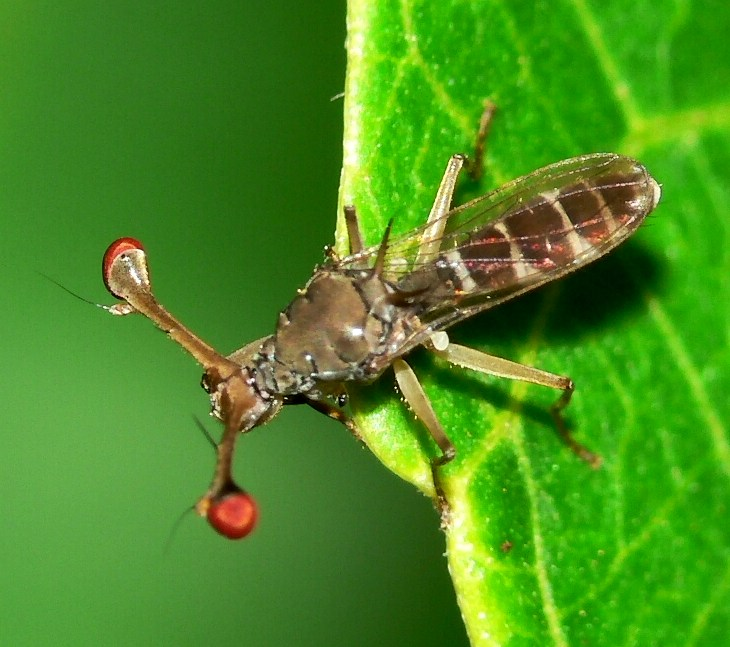
Una mosca con pedúnculos oculares.
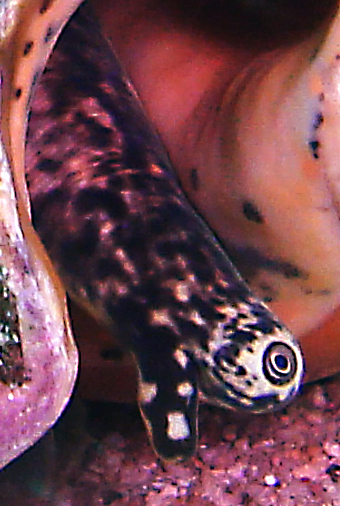
Órgano ocular bien desarrollado de Lobatus gigas. Incluso hay un pequeño tentáculo sobre el pedúnculo.
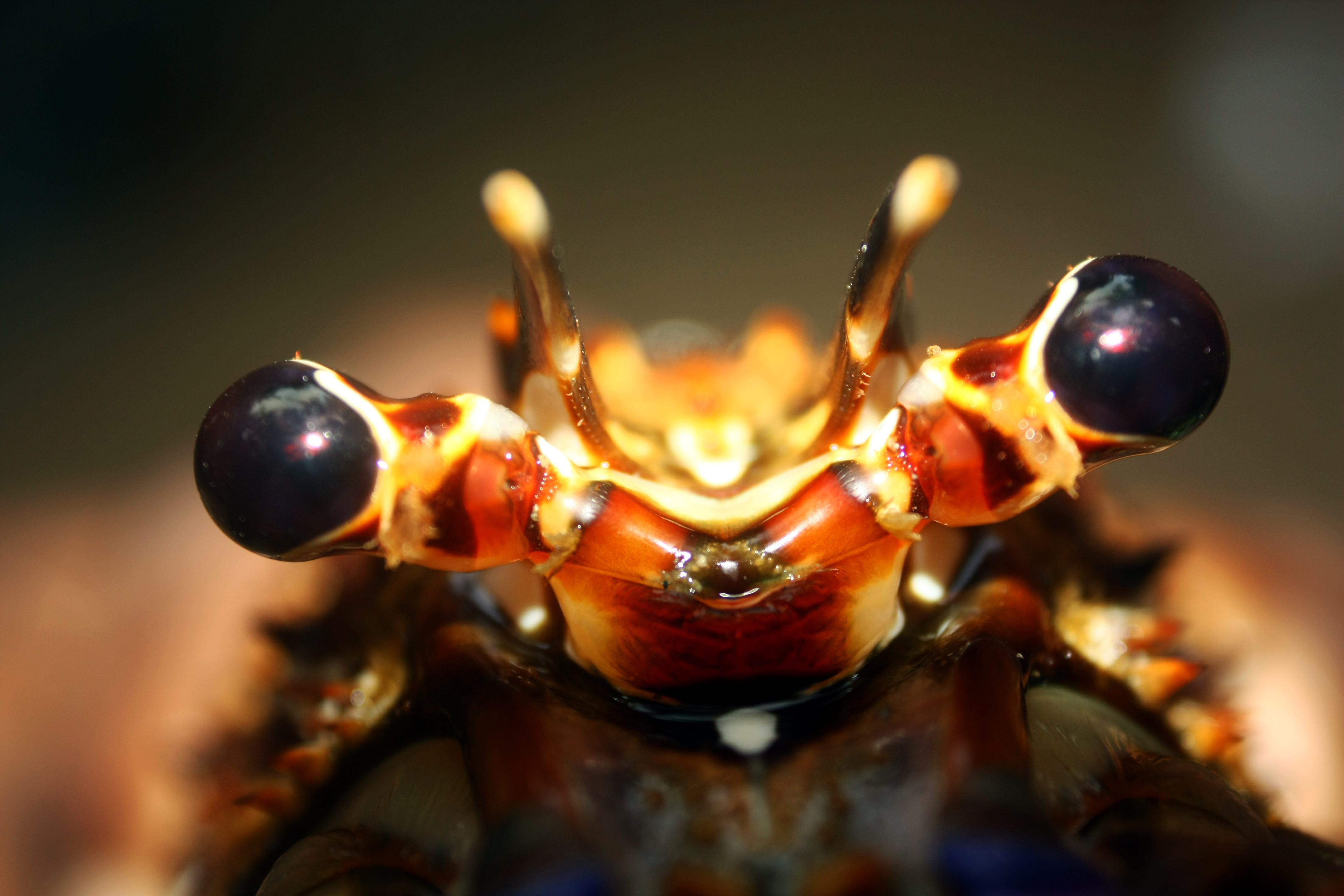
Pedúnculos oculares de una especie de Nephropidae.
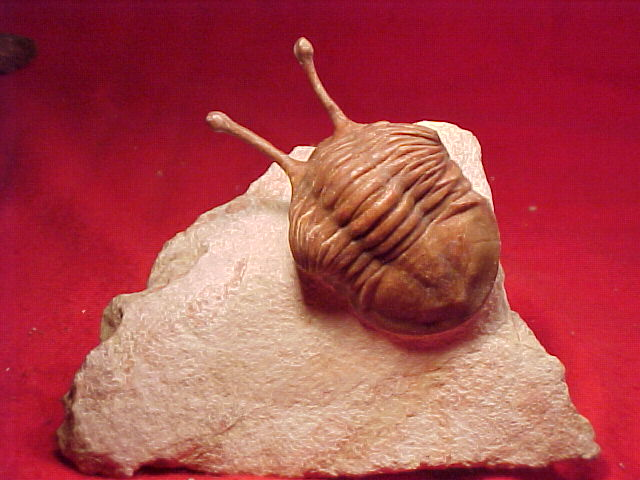
Asaphus kowalewskii, un trilobites con pedúnculos oculares.